# Stupeň ohrožení (biologie, Česko)
Stupně ohrožení organismů jsou mírou šance jednotlivých druhů a vyšších taxonů na přežití. Tento článek pojednává o stupních používaných na území České republiky.

## České červené seznamy
- Vyhynulý (A1): taxon je do této kategorie zařazen, pokud nebyl již po dobu delší než 50 let na daném území nalezen žádný živý zástupce (ale dříve se zde taxon prokazatelně vyskytoval)
- Nezvěstný (A2): taxon je do této kategorie zařazen, pokud ze současnosti není znám žádný živý zástupce a poslední známé lokality prokazatelně zanikly - lze ovšem očekávat, že druh by mohl přežívat na neznámých lokalitách či ve formě latentních stadií (semena apod.); zpravidla jsou sem zahrnovány taxony, které nebyly nalezeny po dobu kratší než 50 let
- Nejasný (A3): není znám žádný živý zástupce, není ovšem jasné, zda v minulosti druh vůbec dané území obýval (neexistují jasné doklady, mohlo jít o chybné určení apod.)
- Kriticky ohrožený (C1): druh bezprostředně ohrožený vyhubením, přežívající jen na několika lokalitách v malém počtu jedinců
- Silně ohrožený (C2): druh poměrně početný, jehož početnost se v poslední době prudce snižuje; nebo druh relativně stabilní, ovšem velmi vzácný
- Ohrožený (C3): druh poměrně početný, jehož početnost v poslední době spíše klesá
- Vyžadující další pozornost (C4): druh, který v současnosti není přímo ohrožen, ale existují faktory, které by ho ohrozit mohly; dále druhy, u nichž pro nedostatek údajů dosud nebylo možno přesný stupeň ohrožení stanovit (např. druhy, o jejichž historickém výskytu chybí záznamy)

Pro červené seznamy cévnatých rostlin v ČR se tradičně využívalo hodnocení ohroženosti v kategoriích C1-C4.

## Zákon 114/1992 Sb.
Podle zákona o ochraně přírody a krajiny 114/1992 Sb. vyjmenovává vyhláška 395/1992 Sb. ve znění vyhl. 175/2006 Sb. zvláště chráněné druhy a rozlišuje tři kategorie podle stupně ohrožení:
- Kriticky ohrožené - viz Seznam kriticky ohrožených druhů rostlin v Česku a Seznam kriticky ohrožených druhů živočichů v Česku
- Silně ohrožené
- Ohrožené

Ačkoliv kategorie zdánlivě odpovídají stupňům ohrožení C1 až C3 užívaným v červených seznamech, ve skutečnosti je seznam ve vyhlášce méně detailní a méně propracovaný, neboť byl zhotovován poměrně narychlo (aby došlo ke schválení vyhlášky ještě během první porevoluční vlády) a nebylo k němu využito všech existujících pramenů.[zdroj?]

## Další

Stupeň ohrožení podle IUCN

Je možné také použít kritéria podle IUCN aplikovaná pouze na území Česka. 
V Červeném seznamu cévnatých rostlin v ČR z roku 2017 se zavádí IUCN hodnocení i pro  cévnaté rostliny a doplňuje tradiční C1-C4 systém.
Toto kritérium se používá například pro hodnocení ohroženosti mechorostů na území ČR (pro mechorosty se běžné botanické kategorie C1-C4 nepoužívají).